# Meridià 3 a l'est
El meridià 3 a l'est de Greenwich és una línia de longitud que s'estén des del pol Nord a través de l'oceà Àrtic, l'oceà Atlàntic, Europa, l'Àfrica, l'oceà Antàrtic i Antàrtida al pol Sud.
El meridià 3 a l'est forma un cercle màxim amb el meridià 177 a l'oest.
Com tot els altres meridians, la seva longitud correspon a una semicircumferència terrestre, són 20.003,932 km. Al nivell de l'equador, la seva distància del meridià de Greenwich és de 334 km

## De Pol a Pol
Des del pol Nord i dirigint-se cap al sud fins al pol Sud, el meridià 3 a l'Est passa per:
| Coordenades                           | País, territori o mar | Notes                                            |
| ------------------------------------- | --------------------- | ------------------------------------------------ |
| 90° 0′ N, 3° 0′ E / 90.000°N,3.000°E  | Oceà Àrtic            |                                                  |
| 81° 29′ N, 3° 0′ E / 81.483°N,3.000°E | Oceà Atlàntic         |                                                  |
| 61° 0′ N, 3° 0′ E / 61.000°N,3.000°E  | Mar del Nord          |                                                  |
| 51° 16′ N, 3° 0′ E / 51.267°N,3.000°E | Bèlgica               |                                                  |
| 50° 46′ N, 3° 0′ E / 50.767°N,3.000°E | França                |                                                  |
| 42° 29′ N, 3° 0′ E / 42.483°N,3.000°E | Espanya               |                                                  |
| 41° 46′ N, 3° 0′ E / 41.767°N,3.000°E | Mar Mediterrània      |                                                  |
| 39° 55′ N, 3° 0′ E / 39.917°N,3.000°E | Espanya               | Illa de Mallorca                                 |
| 39° 18′ N, 3° 0′ E / 39.300°N,3.000°E | Mar Mediterrània      | Passa just a l'est de l'Illa de Cabrera, Espanya |
| 36° 49′ N, 3° 0′ E / 36.817°N,3.000°E | Algèria               | Passa just a l'oest d'Alger                      |
| 19° 56′ N, 3° 0′ E / 19.933°N,3.000°E | Mali                  |                                                  |
| 15° 21′ N, 3° 0′ E / 15.350°N,3.000°E | Níger                 |                                                  |
| 12° 16′ N, 3° 0′ E / 12.267°N,3.000°E | Benín                 |                                                  |
| 9° 4′ N, 3° 0′ E / 9.067°N,3.000°E    | Nigèria               |                                                  |
| 6° 24′ N, 3° 0′ E / 6.400°N,3.000°E   | Oceà Atlàntic         | Passa just a l'oest de l'illa de Bouvet, Noruega |
| 60° 0′ S, 3° 0′ E / 60.000°S,3.000°E  | Oceà Antàrtic         |                                                  |
| 69° 57′ S, 3° 0′ E / 69.950°S,3.000°E | Antàrtida             | Terra de la Reina Maud, reclamat per Noruega     |